# Evgenij Klevcov
Evgenij Petrovič Klevcov (in russo Евгений Петрович Клевцов?; 28 marzo 1929 – 24 marzo 2003) è stato un ciclista su strada sovietico, dal 1991 russo.

## Palmarès

### Olimpiadi
- 1 medaglia:
  - 1 bronzo (Roma 1960 nella corsa a cronometro a squadre)